# Bentley Continental Flying Spur
Der Continental Flying Spur ist eine Limousine, die von der Volkswagen-AG-Tochter Bentley angeboten wurde. Der Name Flying Spur leitet sich vom Familienwappen des Kutschen- und Karosserie-Bauers Mulliner ab, der schon die ersten Rolls-Royce- und Bentley-Modelle karossierte und 1959 aufgekauft wurde. Das Wappen zeigt unter anderem einen geflügelten Sporn.
Der Continental Flying Spur ist der zweite Bentley mit dieser Bezeichnung. Ab 1957 entstand bei H. J. Mulliner & Co. und bei H. J. Mulliner, Park Ward Ltd. eine hochpreisige viertürige Sportlimousine auf der Basis des S1 Continental, die bis 1966 in den Serien S2 und S3 fortgesetzt wurde. Außerdem ist der Continental Flying Spur die zweite Bentley-Baureihe, die unter Volkswagen-Regie entwickelt und im Jahr 2006 teilweise in der Gläsernen Manufaktur in Dresden gebaut wurde. So ist die gesamte Continental-Serie, die den Flying Spur, das Coupé GT das Cabriolet GTC umfasst, mit dem VW Phaeton verwandt, hat aber eine höherwertige Innenausstattung und exklusiv einen Sechs-Liter-Biturbo-W12. Alle Modelle verfügen serienmäßig über einen permanenten Allradantrieb sowie über eine adaptive Luftfederung.
Der Bentley Continental GT stellt die Coupé-Version, der Bentley Continental GTC die Cabrio-Version des Continental Flying Spur dar.

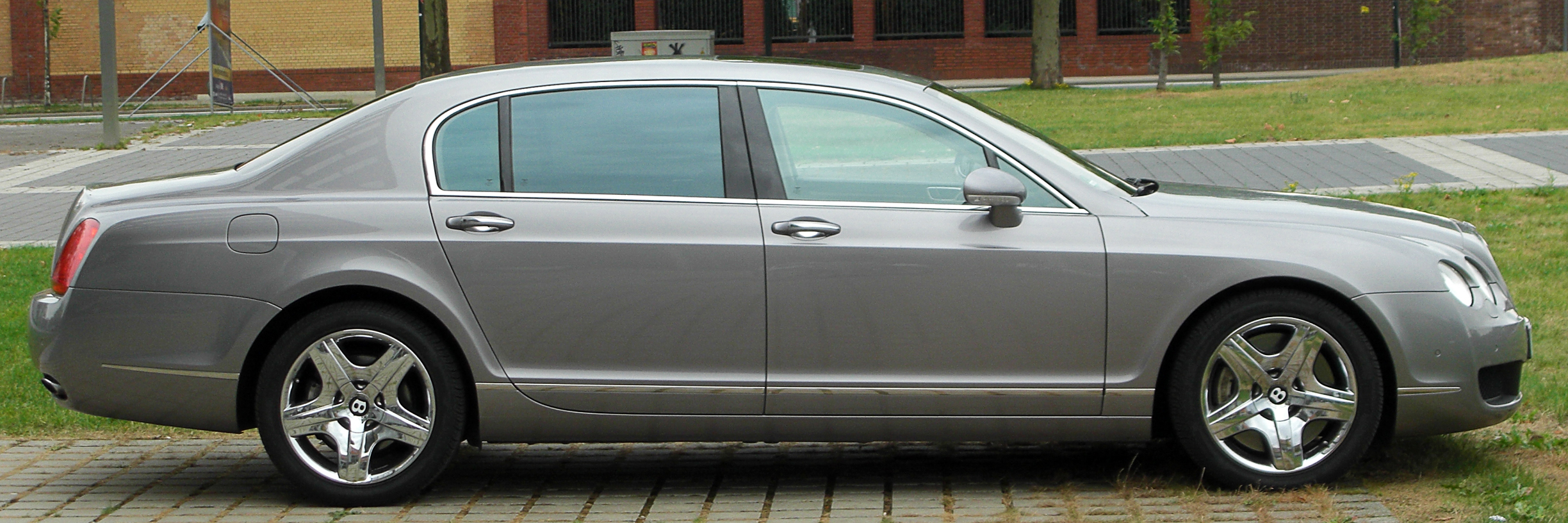
Seitenansicht (2005–2008)
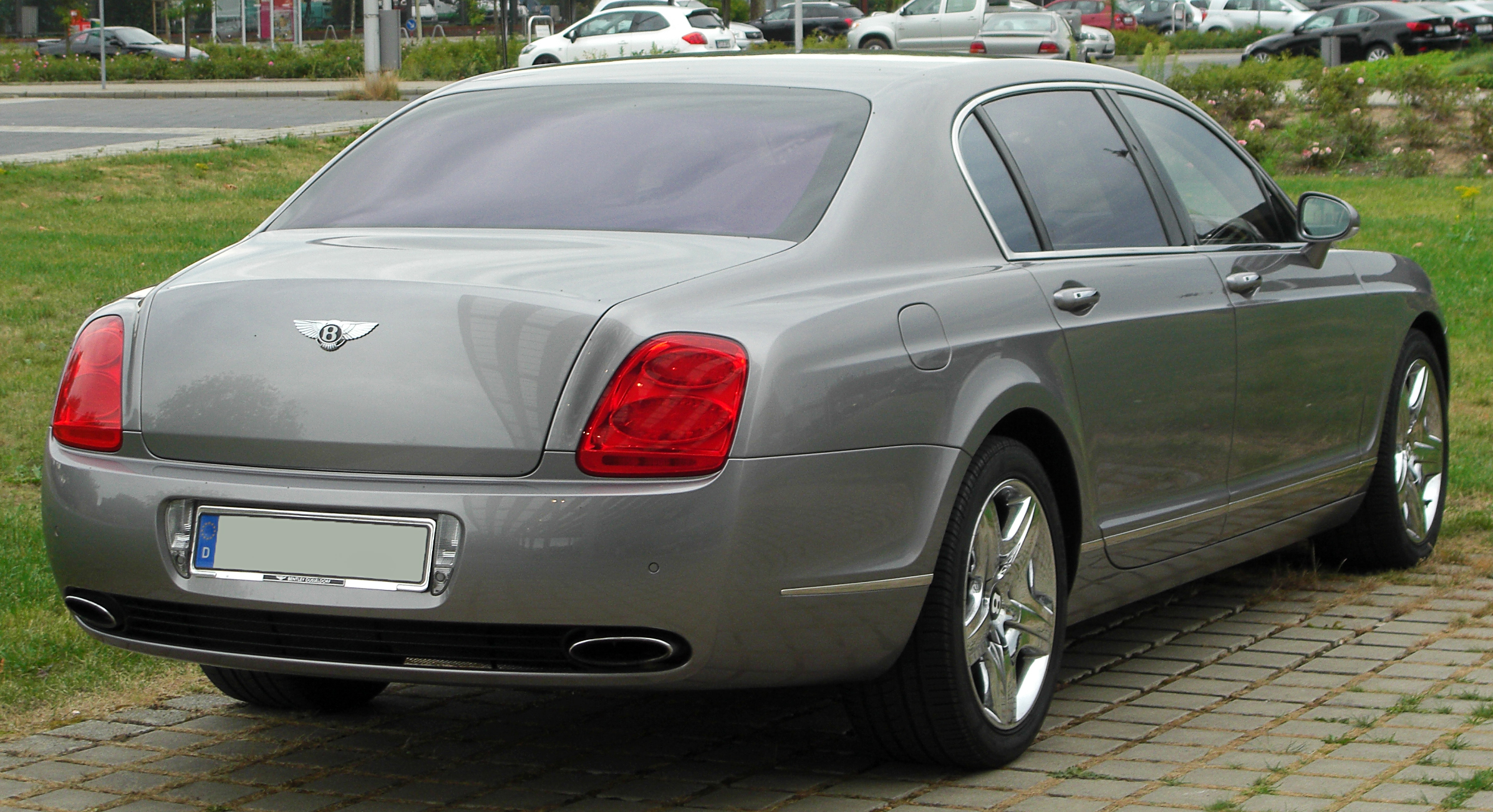
Heckansicht (2005–2008)

## Modellpflege
Die für das Modelljahr 2009 leicht modifizierten Flying Spur wurden seit Oktober 2008 ausgeliefert.
Das Exterieur erhielt geänderte Front- und Heckschürzen sowie einen aufrechter stehenden Kühlergrill. Um die Motor- und Windgeräusche besser vom Innenraum fernzuhalten, wurde die Dämmung der Karosserie und der Fenster verstärkt. Technische Neuerung war der optimierte Abstandsregeltempomat.

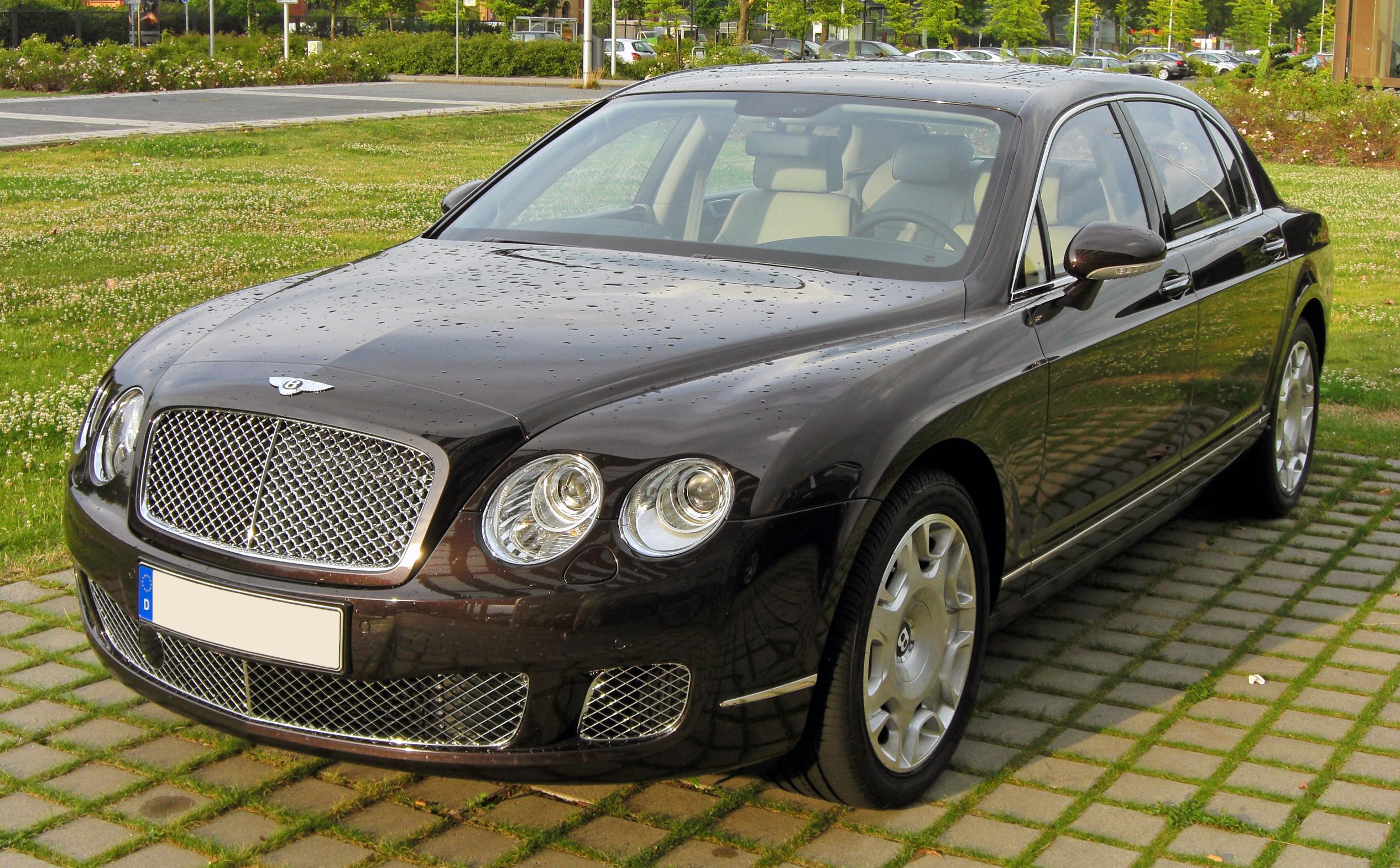
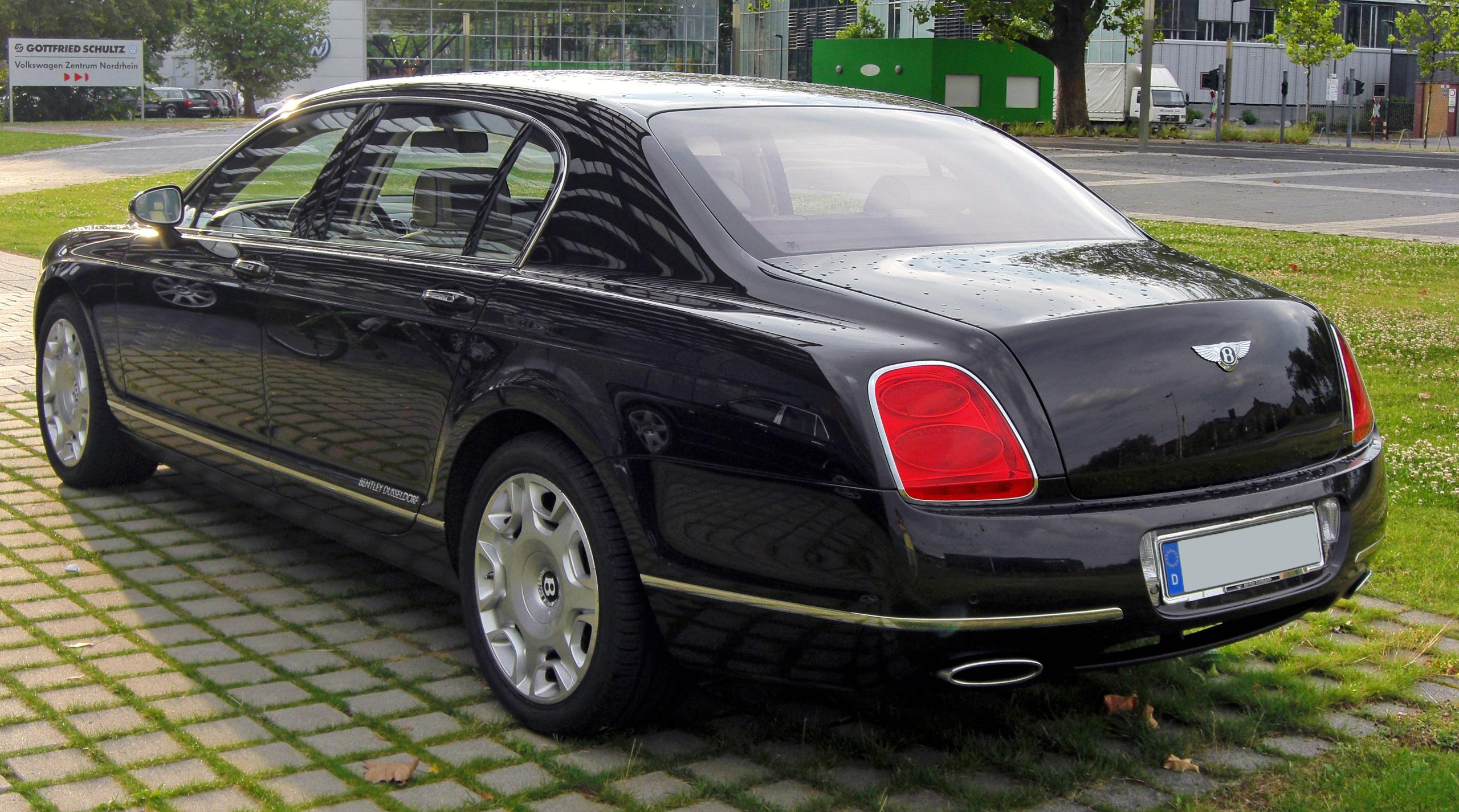

## Modellvarianten

### Bentley Continental Flying Spur Qatar Edition
Dieses streng limitierte Sondermodell wurde zusammen mit Al Wajba Motors, dem offiziellen Bentley-Händler Qatars, entwickelt. Die Karosserie ist grau lackiert und verfügt über schmale, rote Linien an den Seiten. Alle Exterieur-Elemente, die ursprünglich verchromt waren, wurden schwarz lackiert. Der Innenraum ist mit schwarz-weißem Leder mit roten Ziernähten ausgestattet. Der Motor blieb gegenüber dem normalen Continental Flying Spur unverändert.

### Bentley Continental Flying Spur Speed
Im Rahmen der Modellpflege wurde die Flying Spur-Baureihe um die leistungsgesteigerte Variante Continental Flying Spur Speed ergänzt. Der Zusatz Speed verdeutlicht die sportlichen Wurzeln der Marke mit den legendären Speed-Modellen der Gründerjahre. In der Speed-Ausführung wurden nicht nur die Leistung angehoben und die Fahrleistungen verbessert (siehe Technische Daten), sondern auch die Karosserie um zehn Millimeter tiefergelegt. Ein verchromter unterer Lufteinlass, breiter geformte Endrohre, 20-Zoll-Leichtmetallräder im Speed-Design sowie ein 3-Speichen-Sportlenkrad grenzen das Speed-Modell auch optisch ab.
Der Flying Spur Speed war mit 322 km/h Höchstgeschwindigkeit die schnellste Serienlimousine der Welt.

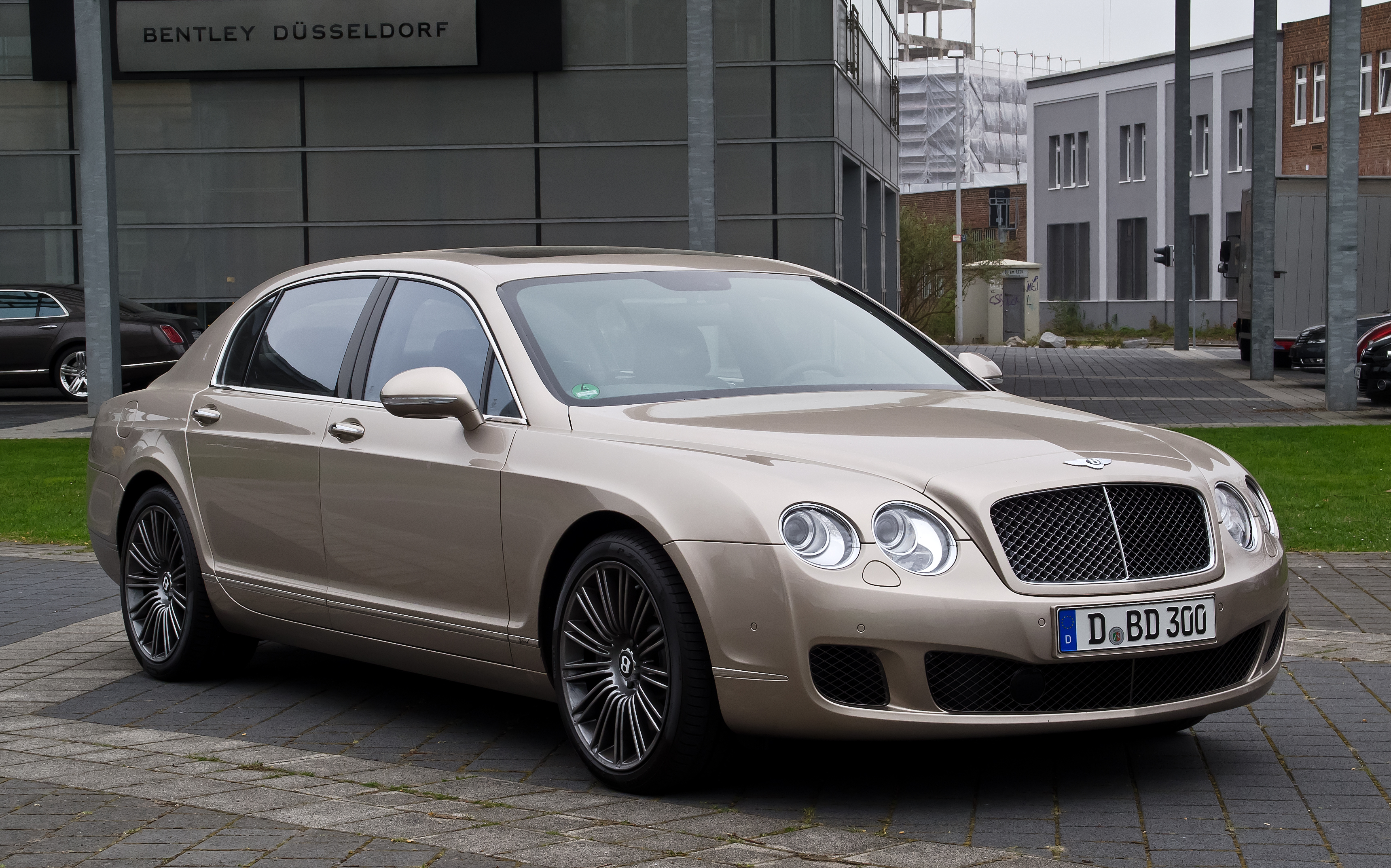
Frontansicht (2008–2013)
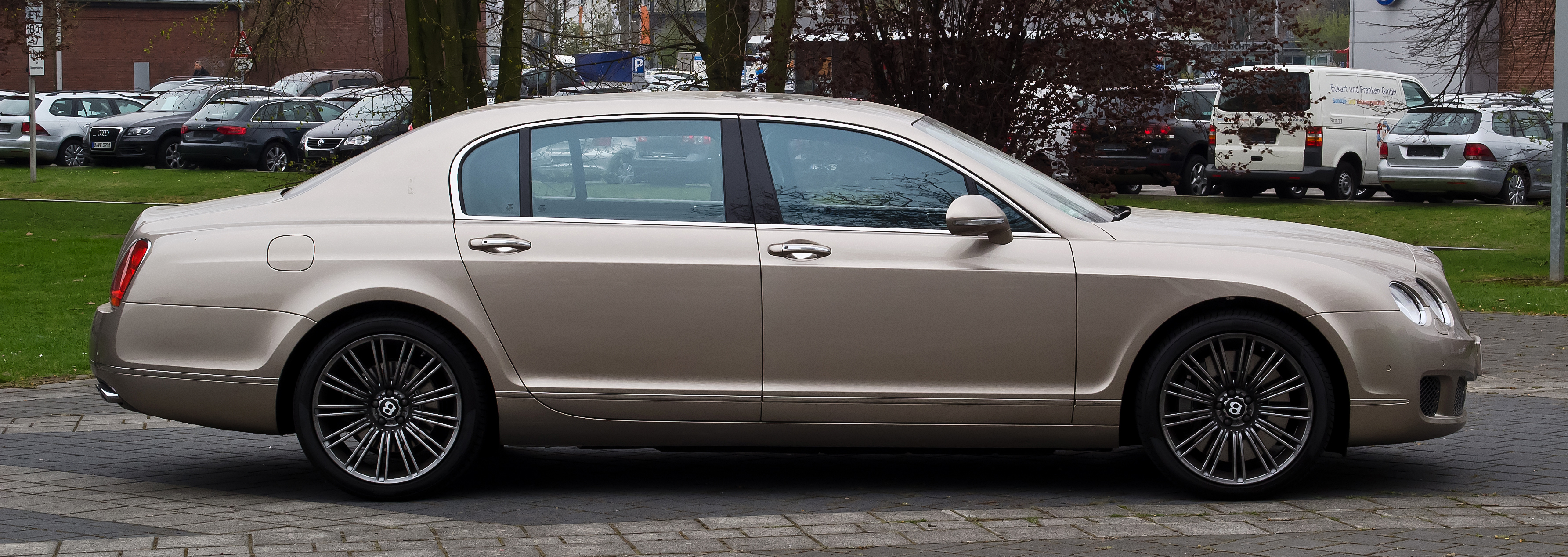
Seitenansicht (2008–2013)
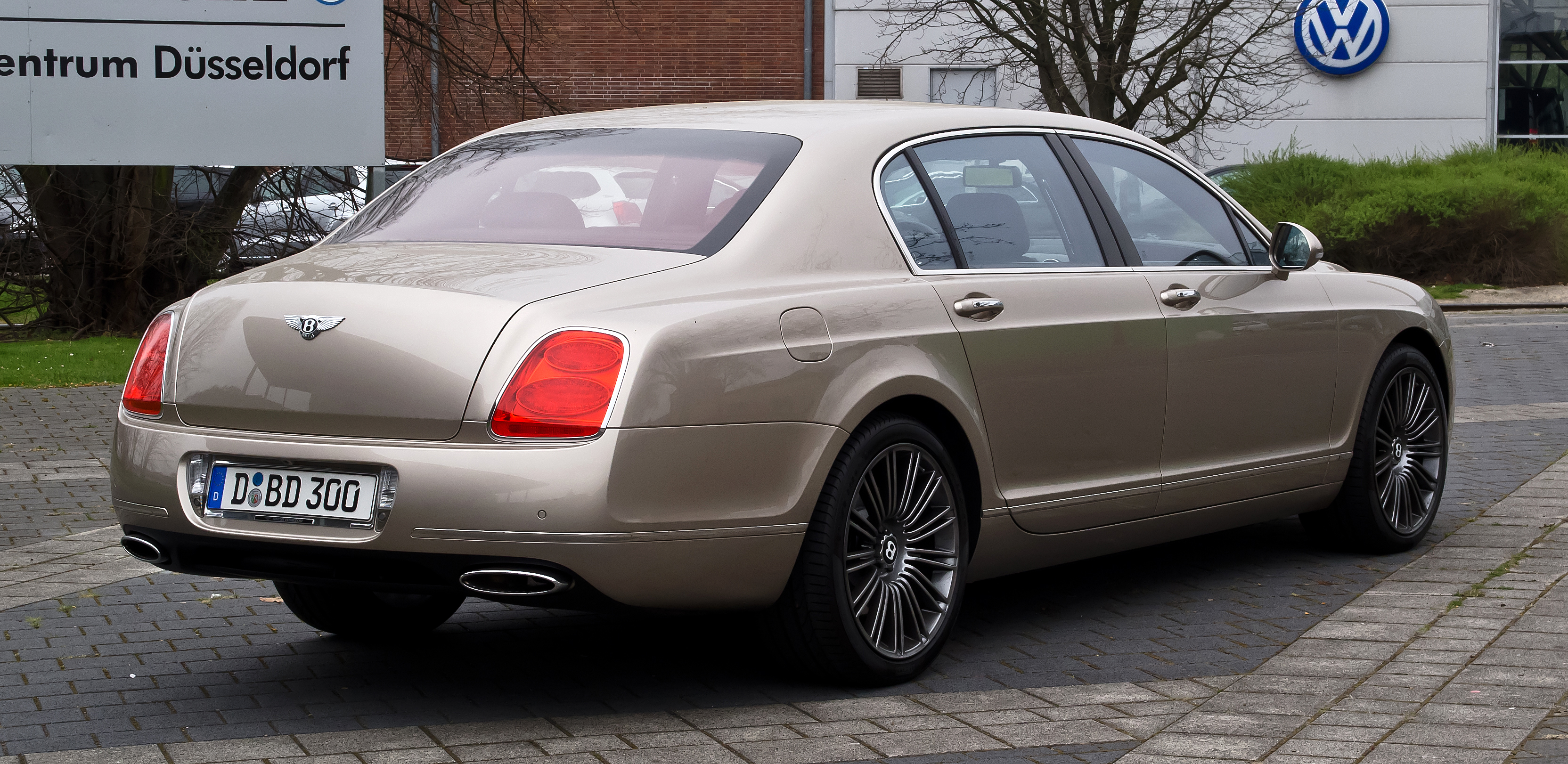
Heckansicht (2008–2013)
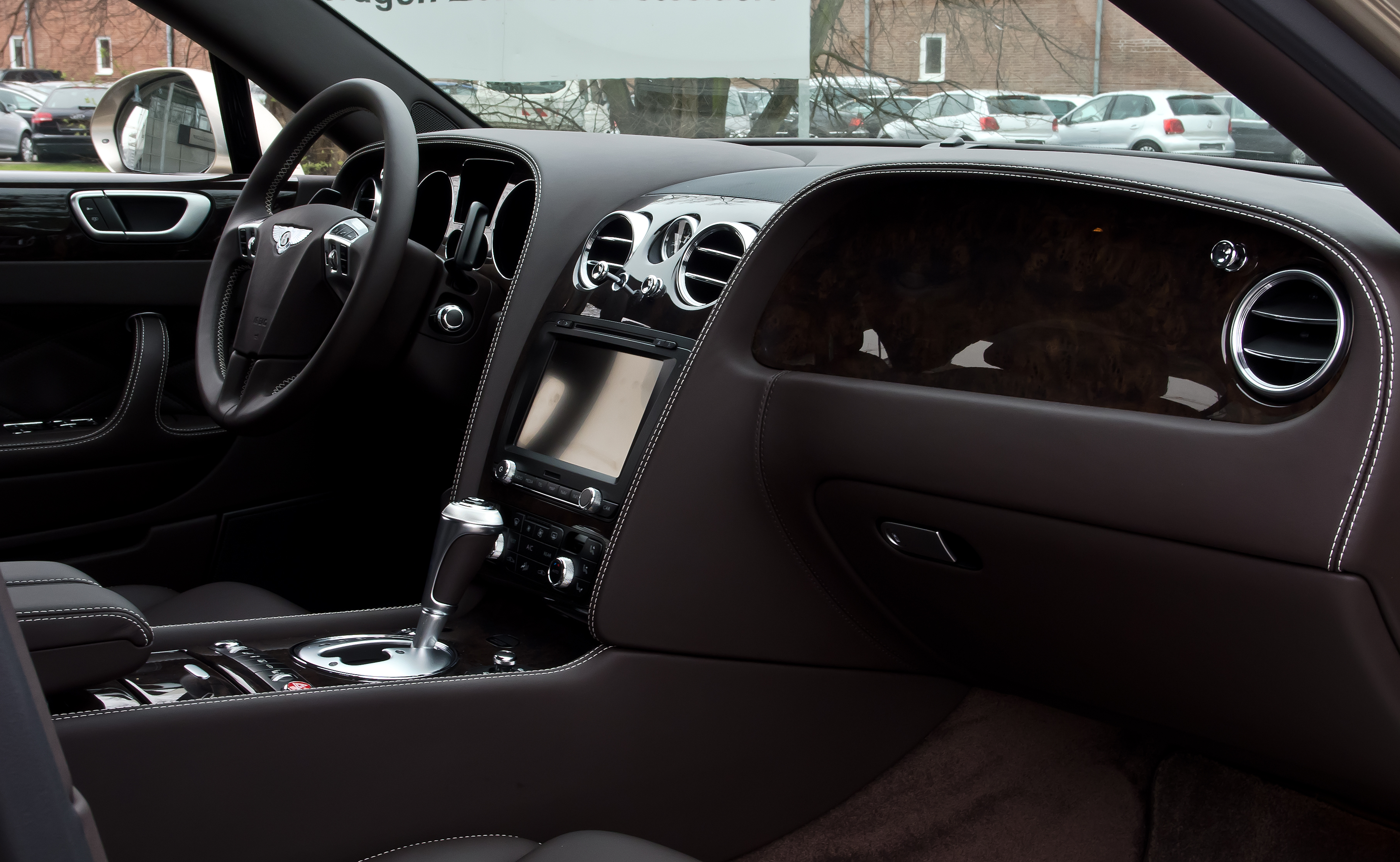
Interieur (2008–2013)

## Technische Daten
| Daten                                       | Continental Flying Spur      | Continental Flying Spur Speed |
| ------------------------------------------- | ---------------------------- | ----------------------------- |
| Bauzeitraum                                 | 2005–2013                    | 2008–2013                     |
| Motorart                                    | Ottomotor                    | Ottomotor                     |
| Motorbauart und Zylinderanzahl              | W12                          | W12                           |
| Motoraufladung                              | Biturbo                      | Biturbo                       |
| Einbaulage                                  | Vorn längs                   | Vorn längs                    |
| Ventile                                     | 4 pro Zylinder               | 4 pro Zylinder                |
| Nockenwellen                                | 4                            | 4                             |
| Hubraum                                     | 5998 cm³                     | 5998 cm³                      |
| Bohrung × Hub                               | 84,0 mm × 90,2 mm            | 84,0 mm × 90,2 mm             |
| max. Leistung                               | 411 kW (560 PS) bei 6100/min | 449 kW (610 PS) bei 6000/min  |
| max. Drehmoment                             | 650 Nm bei 1600/min          | 750 Nm bei 1700–5600/min      |
| Antrieb                                     | Allradantrieb                | Allradantrieb                 |
| Getriebe                                    | 6-Gang-Automatikgetriebe     | 6-Gang-Automatikgetriebe      |
| Höchstgeschwindigkeit                       | 312 km/h                     | 322 km/h                      |
| Beschleunigung, 0–100 km/h                  | 5,2 s                        | 4,8 s                         |
| Kraftstoffverbrauch auf 100 km (kombiniert) | 16,6 l Super Plus            | 16,6 l Super Plus             |
| CO2-Emission (kombiniert)                   | 396 g/km                     | 396 g/km                      |
| Abgasnorm nach EU-Klassifikation            | Euro 5                       | Euro 5                        |